# Бойковская советская республика
Бойковская советская республика (укр. Бойківська радянська республіка) — образована в августе 1920 во время вооружённого восстания на Прикарпатье.

## История
Восстание готовила Коммунистическая партия Восточной Галиции среди воинов Украинской Галицкой армии, интернированных в Чехословацкую республику (в Немецком Яблонном, Кошицах и на Закарпатье). Его начало КПВГ координировала с руководством Красной армии и Галицким революционным комитетом.
Вооруженное выступление в Сколевском уезде (ныне территория Львовской области) начал отряд воинов УГА во главе с Ф. Бекешем, прибывший из Закарпатья. К нему присоединились лесорубы и крестьяне. 21 августа верховинцы разоружили польскую пограничную заставу в с. Опорец (ныне Стрыйского района Львовской области). На площади Ф. Бекеш зачитал листовку "За что бьются большевики" и провозгласил Бойковскую советскую республику.
22 августа повстанцы выгнали польских пограничников из с. Лавочное (ныне тоже в Стрыйском районе) и избрали ревком во главе с Бекешем. 23 августа по железной дороге отряд добрался до сел Тухля и Гребни (оба ныне в Стрыйском р-не). Под с. Славско повстанцы разгромили польское военное соединение, пытались захватить г. Стрый и присоединиться к 8-й кавалерийской дивизии В. Примакова.
В связи с отступлением Красной армии 26 августа повстанцы под давлением польских войск вернулись к Бескидскому пограничному тоннелю, перешли на Закарпатье, где и были интернированы чехословацкими властями.

## Источник
- Енциклопедія історії України : у 10 т. / Редкол.: В. А. Смолій (голова) та ін. ; Інститут історії України НАН України. — Київ: Наукова думка, 2003—2013. — ISBN 966-00-0632-2. (укр.)